# Risin og Kellingin
Risin og Kellingin (Risin i Kellingin en feroès) són dos farallons situats enfront de la costa nord de l'illa d'Eysturoy, a les illes Fèroe. La població més propera és Eiði. El nom de Risin og Kellingin significa "el Gegant i la Bruixa" i es relaciona amb una antiga llegenda que parla dels seus orígens. El Risin és el faralló més alt, fa 71 metres i està més allunyat de la costa; el Kellingin té 68 m d'altura i la seva base forma un arc.

## La llegenda del gegant i la bruixa
La llegenda explica que a Islàndia eren envejosos i van decidir que volien les Illes Fèroe. Així van enviar-hi un gegant i una bruixa (la seva dona en algunes versions de la història) per a endur-se-les. Van arribar a la part nord-oest de la muntanya d'Eiðiskollur i, mentre el gegant es va quedar al mar esperant, la bruixa va pujar a la muntanya amb una corda molt pesada per lligar-la i que el gegant pogués arrossegar les illes. Tanmateix, quan va tibar de la corda, la part de dalt de la muntanya es va partir. Ho van provar altres vegades, però tots els intents van ser infructuosos i la base de la muntanya es va mantenir ferma.
Va ser així que, a mesura que van continuar provant-ho, no es van adonar que s'estava fent de dia i, com que resulta que no podien rebre els rajos del sol, l'albada va posar fi als seus esforços convertint-los en pedra. Des de llavors s'han quedat allà, mirant al mar cap a Islàndia.
Existeixen diferents versions d'aquesta història que es recullen en diferents fonts feroeses, totes elles sorgides del Færøsk Anthologi de Venceslaus Ulricus Hammershaimb.

## Visualització de Risin i Kellingin
Els farallons són visibles caminant cap al nord des d'Eiði i seguint els penya-segats baixos per un curt camí. En un dia clar també es veuen des de Tjørnuvík, a l'illa de Streymoy.

## El futur de Kellingin
Els geòlegs feroesos prediuen que el Kellingin, que actualment forma un arc a la seva base, s'esfondrarà les properes dècades durant alguna tempesta d'hivern. A principis del segle xx se'n va trencar una part.